# Primera Federación
A Primera Federación, anteriormente conhecida como Primera División RFEF, é a terceira divisão de futebol na Espanha, que começou com a temporada 2021-22. É administrado pela Real Federação Espanhola de Futebol. Está abaixo das duas principais ligas profissionais, a LaLiga e a LaLiga 2, e acima da Segunda Federación e Tercera Federación.

## História
Em 2020, a Real Federação Espanhola de Futebol anunciou a criação de três novas divisões, duas semiprofissionais e uma amadora: a Primera División RFEF como o novo terceiro escalão do sistema espanhol; a Segunda División RFEF como a nova quarta divisão, geralmente usando o mesmo formato da Segunda División B criada em 1977; e a Tercera División RFEF como o quinto nível, nos mesmos moldes da Tercera División de 1977, em que os grupos são limitados a times de cada uma das comunidades autônomas do país e é administrado por um organismo local. 
Em 30 de junho de 2022, após apenas uma temporada de existência, a Primera División RFEF foi renomeada para Primera Federación.

## Formato da competição
A Primera Federación é composta por um total de 40 clubes divididos em dois grupos de 20 times distribuídos por proximidade geográfica, inicialmente com uma divisão noroeste/sudeste. Em sua primeira temporada, 4 equipes foram rebaixadas da LaLiga 2 e as demais vieram da Segunda División B.
Como as outras divisões espanholas, ocorre anualmente, começando no final de agosto ou início de setembro e terminando em maio ou junho do ano seguinte. As vinte equipes de cada grupo jogam entre si duas vezes no sistema de turno e returno, em casa e fora, em um total de trinta e oito partidas. Ao final da temporada, os sete times que acumularem mais pontos em cada grupo, excluindo os times reservas, se classificam para a próxima edição da Copa del Rey. No final da temporada, um total de quatro equipes são promovidas ao segundo escalão, com os campeões de cada grupo a serem promovidos automaticamente à LaLiga 2. As equipes do segundo ao quinto lugar jogarão os play-offs de promoção para a segunda divisão, onde duas das oito equipes vencem os play-offs e são promovidas à segunda divisão. Os cinco últimos de cada grupo são rebaixados para a quarta divisão, ou seja, a Segunda Federación.

### Elegibilidade das equipes reservas
As equipes reservas podem participar da Primera Federación se suas primeiras equipes competirem em uma divisão superior, mas não podem competir na mesma divisão. Se um time for rebaixado ou promovido para a mesma divisão, o time reserva terá a promoção negada ou automaticamente rebaixado para garantir que permaneçam separados por uma divisão.

## Clubes
Os clubes participantes da Primera Federación para a temporada 2022–23 estão listados abaixo.
| Grupo 1 | Grupo 2 |
| --- | --- |
| - Alcorcón - Algeciras - Badajoz - Celta de Vigo B - Ceuta - Córdoba - Cultural Leonesa - Deportivo La Coruña - Fuenlabrada - Talavera de la Reina - Linares - Linense - Mérida - Pontevedra - Racing Ferrol - Rayo Majadahonda - Real Madrid Castilla - San Fernando - SS Reyes - Unionistas | - Alcoyano - Amorebieta - Atlético Baleares - Barcelona Atlètic - Bilbao Athletic - Calahorra - Castellón - Cornellà - Eldense - Gimnàstic - Intercity - La Nucía - Real Murcia - Numancia - Osasuna B - Real Sociedad B - Real Unión - Sabadell - SD Logroñés - UD Logroñés |

## Temporadas
| Temporada | Vencedor do grupo 1 | Vencedor do grupo 2 | Outras equipes promovidas |
| --------- | ------------------- | ------------------- | ------------------------- |
| 2021–22   | Racing Santander    | FC Andorra          | Albacete e Villarreal B   |

Negrito: campeão geral.

## Campeões e promoções
| Clube            | Vencedores do grupo | Campeões gerais | Promoções | Ano títulos (grupo) |
| ---------------- | ------------------- | --------------- | --------- | ------------------- |
| Racing Santander | 1                   | 1               | 1         | 2021–22 (1)         |
| FC Andorra       | 1                   | 0               | 1         | 2021–22 (2)         |
| Albacete         | 0                   | 0               | 1         | -                   |
| Villarreal B     | 0                   | 0               | 1         | -                   |

Negrito: títulos gerais.